# Gerhard Boldt
Gerhard Boldt (Lübeck, 24 januari 1918 - aldaar, 7 mei 1981) was een officier in het Duits leger tijdens de Tweede Wereldoorlog.

## Biografie
Tijdens de Tweede Wereldoorlog vocht Boldt in Frankrijk, Rusland en Hongarije. Op 18 april 1943 was hij onderscheiden met het Ridderkruis van het IJzeren Kruis als Eerste Luitenant van de Reserve en leider van de 3e Compagnie van Verkenningsdivisie 158 aan het Oostfront.
Eind 1944 was Gerhard Boldt afdelingshoofd bij het OKH in de afdeling Buitenlands Leger Oost, en rapporteerde rechtstreeks aan Reinhard Gehlen, die later de Federale Inlichtingendienst oprichtte. Daarna werd hij gedetacheerd bij de Generale Staf (onder Heinz Guderian) in Zossen, kwam vanaf begin februari 1945 mee naar de 'Führerlage' in Berlijn en werd samen met Bernd Freytag von Loringhoven, Guderians (voormalige) adjudant, vanaf 22 april 1945 naar de Rijkskanselarij geroepen om de situatiecolleges in de Führer-bunker voor te bereiden. Op 29 april konden beiden, op hun voorstel en met goedkeuring van Hitler, uit de omsingelde stad ontsnappen naar generaal Wenck, commandant van het 12de Leger, om hem in niet mis te verstane bewoordingen op de hoogte te brengen van de situatie in Berlijn en de Rijkskanselarij en als zijn gids te dienen bij de verdere aanval op Berlijn. De twee mannen werden vervolgens opgedragen naar de bunker van de Führer te gaan. Wenck was echter niet meer te bereiken. Die nacht, terwijl ze zich schuilhielden in een dekkingssleuf in een bos, probeerde Boldt zelfmoord te plegen door een overdosis morfine in te nemen. Von Freytag-Loringhoven dwong hem het uit te braken, en redde zo zijn leven. Daarna trokken zij verder westwaarts, Russische patrouilles ontwijkend, door rivieren zwemmend, totdat zij zich in het westelijk gebied scheidden om in westerse gevangenschap te vallen.
Boldt was de officier die op 26 april, nadat hij bijna alle communicatie met gevechtseenheden had verloren, gebruik maakte van het nog redelijk intacte telefoonnet in de stad Berlijn om frontlinies en posities te bepalen.
Hij scheef over zijn ervaringen tijdens de Tweede Wereldoorlog in: "Die letzten Tage der Reichskanzlei". Dit boek werd gebruikt voor de films Hitler: The Last Ten Days (1973) en Der Untergang (2004).

## Decoraties
- Ridderkruis van het IJzeren Kruis op 18 april 1943 als Oberleutnant xder Reserve en Commandant van de 3e compagnie, Aufklärungs-Abteilung 158, 58. Infanterie-Division, Heer[1][3]
- IJzeren Kruis 1939, 1e Klasse[3] en 2e Klasse[3]
- Nahkampfspange in brons op 1 januari 1944[3]
- Gewondeninsigne 1939 in zwart (18 november 1940[3]), zilver (11 oktober 1941[3]) en goud (10 januari 1943[3])
- Allgemeines Sturmabzeichen op 1 maart 1942[3]
- Sonderabzeichen für das Niederkämpfen von Panzerkampfwagen durch Einzelkämpfer in zilver op 5 mei 1942[3] en 5 oktober 1942[3]